# José Barresi
José Barresi (Caracas, 20 de marzo de 1970) es un expiloto de motociclismo de velocidad venezolano, que compitió regularmente en el Campeonato Mundial de Motociclismo desde 1986 hasta 1996.

## Estadísticas

### Carreras por temporada
Sistema de puntuación de 1988 a 1992:
| Posición | 1  | 2  | 3  | 4  | 5  | 6  | 7 | 8 | 9 | 10 | 11 | 12 | 13 | 14 | 15 |
| Puntos   | 20 | 17 | 15 | 13 | 11 | 10 | 9 | 8 | 7 | 6  | 5  | 4  | 3  | 2  | 1  |

Sistema de puntuación desde 1993:
| Posición | 1  | 2  | 3  | 4  | 5  | 6  | 7 | 8 | 9 | 10 | 11 | 12 | 13 | 14 | 15 |
| Puntos   | 25 | 20 | 16 | 13 | 11 | 10 | 9 | 8 | 7 | 6  | 5  | 4  | 3  | 2  | 1  |

| Año  | Categoría | Moto   | 1       | 2       | 3       | 4       | 5      | 6       | 7       | 8       | 9       | 10      | 11      | 12     | 13      | 14      | 15      | Puntos | Posición |
| ---- | --------- | ------ | ------- | ------- | ------- | ------- | ------ | ------- | ------- | ------- | ------- | ------- | ------- | ------ | ------- | ------- | ------- | ------ | -------- |
| 1989 | 250cc     | Yamaha | JPN -   | AUS -   | USA DNQ | ESP -   | NAT -  | GER -   | AUT -   | YUG -   | NED -   | BEL -   | FRA -   | GBR -  | SWE -   | CZE -   | BRA 20  | 0      | -        |
| 1990 | 250cc     | Yamaha | JPN 24  | USA DNS | ESP 19  | NAT Ret | GER 22 | AUT 25  | YUG Ret | NED 17  | BEL Ret | FRA 16  | GBR 19  | SWE 13 | CZE 15  | HUN 16  | AUS -   | 4      | 36.º     |
| 1991 | 250cc     | Yamaha | JPN -   | AUS -   | USA -   | ESP -   | ITA -  | GER -   | AUT -   | EUR -   | NED -   | FRA 24  | GBR 12  | RSM -  | CZE -   | VDM -   | MAL -   | 4      | 32.º     |
| 1995 | 250cc     | Honda  | AUS -   | MAL -   | JPN -   | ESP -   | GER -  | ITA -   | NED -   | FRA -   | GBR -   | CZE 20  | BRA Ret | ARG 17 | EUR Ret |         |         | 0      | -        |
| 1996 | 250cc     | Honda  | MAL Ret | INA Ret | JPN Ret | ESP Ret | ITA 26 | FRA Ret | NED Ret | GER Ret | GBR 19  | AUT Ret | CZE 22  | IMO 23 | CAT Ret | BRA Ret | AUS Ret | 0      | -        |

| Color     | Resultado                                                               |
| --------- | ----------------------------------------------------------------------- |
| Oro       | Ganador                                                                 |
| Plata     | 2.ª plaza                                                               |
| Bronce    | 3.ª plaza                                                               |
| Verde     | Finalizó en los puntos                                                  |
| Azul      | Finalizó sin puntos                                                     |
| Azul      | NC - No clasificado                                                     |
| Violeta   | Ret - No terminó (Carrera)                                              |
| Rojo      | DNQ - No se clasificó                                                   |
| Negro     | DSQ - Descalificado                                                     |
| Blanco    | DNS - No empezó (carrera)                                               |
| Blanco    | WD - Retirado (fin de semana)                                           |
| Blanco    | C - Carrera cancelada                                                   |
| Sin color | DNP - Inscrito pero no participó                                        |
| Sin color | INJ - Lesionado                                                         |
| Sin color | EX - Excluido                                                           |
| Estado    | Resultado                                                               |
| Negrita   | Pole position                                                           |
| Cursiva   | Vuelta rápida                                                           |
| †         | Abandona, pero clasifica al completar el porcentaje requerido para ello |